# 3206 Ухань
3206 Ухань (3206 Wuhan) — астероїд головного поясу, відкритий 13 листопада 1980 року.
Тіссеранів параметр щодо Юпітера — 3,385.
Названо на честь китайського міста Ухань (кит.: 武漢).